# Tvøroyri (gmina)
Tvøroyri (far. Tvøroyrar kommuna) – gmina na Wyspach Owczych, duńskim terytorium zależnym, położonym na Oceanie Atlantyckim. Sąsiaduje z: Fámjins, Hovs, Hvalbiar, Porkeris oraz Vágs kommuna. Siedzibą władz gminy jest Tvøroyri.
Gmina leży na wyspie Suðuroy. Rozciąga się między Trongisvágsfjørður na wschodzie a zachodnim wybrzeżem. Jej powierzchnia wynosi 42,8 km².
Według danych z 1 stycznia 2014 roku populacja wynosi 1 758 osób.

## Historia
Gmina wyodrębniła się w 1879 roku z istniejącej od 1872 Suðuroyar Prestagjalds kommuna. Początkowo nazywano ją Froðbiar kommuna, nazwę zmieniono dopiero później. Od tamtej pory jej granice nie uległy zmianie.

## Populacja
Gminę zamieszkuje 1 758 osób. Współczynnik feminizacji wynosi tam ponad 94 (na 905 mężczyzn przypadają 853 kobiety). Osoby powyżej sześćdziesiątego roku życia stanowią ok. 25% ludności, natomiast ludzie młodsi niż 20 lat ponad 27%. Największą grupą ludności w przedziałach dziesięcioletnich są osoby w wieku 50-59 lat (14,28%).
Dane demograficzne, dotyczące gminy Tvøroyri dostępne są od roku 1960. Liczba mieszkańców wynosiła wówczas 2 042 osób i malała do roku 1970, kiedy osiągnęła 2 002 osoby. Następnie zaczęła ona wzrastać (2 087 osób w 1977 roku i 2 096 w 1983) do 1985, kiedy wyniosła 2 118 ludzi. W latach 90. na Wyspach Owczych zapanował kryzys gospodarczy, który spowodował emigrację wielu mieszkańców. Liczba ludności zmalała do 1 783 osób w roku 2000. Następnie nieco wzrosła do 1 835 w 2005 roku, a następnie ponownie zmalała do 1 742 w 2010. Obecnie obserwowany jest wzrost populacji.

## Polityka
Burmistrzem gminy jest Kristin Michelsen, a jego zastępcą Bjarni Hammer. Prócz nich w skład rady gminy wchodzi pięć osób.
| Nr | Radny               | Funkcja             |
| -- | ------------------- | ------------------- |
| 1. | Kristin Michelsen   | Burmistrz           |
| 2. | Bjarni Hammer       | Zastępca burmistrza |
| 3. | Marit Poulsdóttir   | Radna               |
| 4. | Anita Vibergsdóttir | Radna               |
| 5. | Marjun Olsen        | Radna               |
| 6. | Hallur í Heiðunum   | Radny               |
| 7. | Jens Johannesen     | Radny               |

## Miejscowości wchodzące w skład gminy Tvøroyri
| Miejscowość  | Liczba mieszkańców (01.01.2014) | Krótki opis | Zdjęcie                       |
| ------------ | ------------------------------- | --- | ----------------------------- |
| Froðba       | 287                             | Dawna siedziba gminy. Jej główną atrakcją turystyczną jest Froðbiarnípa, klifowa ściana bazaltowa. | Froðba.                       |
| Øravík       | 44                              | Na wzgórzach ponad miejscowością znajdowało się dawniej miejsce zbierania się Thingu. Czarny budynek w środku używany jest okazjonalnie, jako kościół. | Øravík.                       |
| Øravíkarlíð  | 67                              | |                               |
| Trongisvágur | 510                             | Obecnie miejscowość połączona z Tvøroyri. Znajduje się tam hala sportowa obsługująca mieszkańców całej wyspy. Powyżej miejscowości, w górach wydobywano od 1901 roku wydobywano węgiel. W 1894 roku powstała tam pierwsza na Wyspach Owczych pochylnia dla statków.                                                                             | Hala sportowa w Trongisvágur. |
| Tvøroyri     | 850                             | Centrum administracyjne gminy. Znajduje się tam wiele drewnianych budowli, skonstruowanych na potrzeby Duńskiego Monopolu Handlowego. między 1836 a 1856 rokiem. Po ustąpieniu monopolu zajęły je firmy prywatne. Znajduje się tam także muzeum historyczne. Kościół w miejscowości powstał w 1907 roku. Stary kościół przeniesiono do Sandvík. | Stare zabudowania w Tvøroyri. |